# Vandiver (Missouri)
Vandiver – wieś w Stanach Zjednoczonych, w stanie Missouri, w hrabstwie Audrain.